# Westermannia longiplaga
Westermannia longiplaga är en fjärilsart som beskrevs av Bethune-Baker 1906. Westermannia longiplaga ingår i släktet Westermannia och familjen trågspinnare. Inga underarter finns listade i Catalogue of Life.